# 2-(R)-ヒドロキシプロピルCoMデヒドロゲナーゼ
2-(R)-ヒドロキシプロピルCoMデヒドロゲナーゼ（2-(R)-hydroxypropyl-CoM dehydrogenase）は、次の化学反応を触媒する酸化還元酵素である。
2-(R)-ヒドロキシプロピルCoM + NAD+ {\displaystyle \rightleftharpoons } 2-オキソプロピルCoM + NADH + H+
反応式の通り、この酵素の基質は2-(R)-ヒドロキシプロピルCoMとNAD+、生成物は2-オキソプロピルCoMとNADHとH+である。
組織名は2-[2-(R)-hydroxypropylthio]ethanesulfonate:NAD+ oxidoreductaseで、別名に2-(2-(R)-hydroxypropylthio)ethanesulfonate dehydrogenaseがある。